# Karel Engliš
Karel Engliš (17. srpna 1880 Hrabyně – 13. června 1961 Hrabyně) byl český ekonom a politik, tvůrce teleologické hospodářské teorie, několikanásobný prvorepublikový ministr financí, první rektor Masarykovy univerzity (1919–1920) a rektor Univerzity Karlovy (1947–1948).

## Život
Narodil se jako deváté dítě řezníka Antonína Englische, jeho studia proto poznamenala chudoba. Vystudoval české gymnázium v Opavě a po maturitě pokračoval ve studiích na Právnické fakultě Karlo-Ferdinandovy univerzity v Praze, kterou absolvoval roku 1904. Jedním z jeho učitelů byl i národohospodář Albín Bráf, který rozpoznal jeho nevšední talent a doporučil ho do zaměstnání v Zemském statistickém úřadě, odkud v roce 1908 přešel na ministerstvo obchodu do Vídně. V roce 1910 se habilitoval na docenta národního hospodářství na české technice v Brně, roku 1911 se stal mimořádným a v roce 1917 řádným profesorem. V letech 1913–1914 zde byl děkanem odboru kulturního inženýrství a v letech 1917–1918 děkanem odboru chemického inženýrství.
V letech 1913–1918 byl poslancem moravského zemského sněmu za pokrokovou stranu Adolfa Stránského, v letech 1918–1925 byl členem národně demokratické strany a v letech 1920–1925 byl za tuto stranu poslancem Národního shromáždění, dále pak i předsedou moravsko-slezského výkonného výboru Národně demokratické strany. V roce 1915 psal příspěvky do Masarykovy Naší doby. Dne 2. září 1925 složil svůj poslanecký mandát a vystoupil z Národně demokratické strany. Poté se ještě v roce 1925 podílel na založení Národní strany práce, do níž však odmítl vstoupit.
Spolu s Aloisem Rašínem se významně podílel na měnové reformě poválečného Československa, byl nicméně výrazným odpůrcem jeho deflační politiky. Působil jako ministr financí v šesti vládách, v letech 1920–1931, a poté v období 1934–1939 jako guvernér Národní banky Československé. Jako ministr financí i guvernér Národní banky československé pracoval koncepčně. Dovedl velmi dobře posoudit situaci a navrhnout správná hospodářská opatření. Zasloužil se mj. o stabilizování měny, zpřehlednění státního rozpočtu, vybudování moderního daňového systému, překonání poválečného hospodářského rozvratu a zmírnění dopadů Velké hospodářské krize ve 30. letech 20. století. Měl též hlavní zásluhu na sloučení Anglo-československé banky s Pražskou úvěrní bankou v roce 1929. Cílem bylo vytvořit silný finanční ústav, který by dokázal konkurovat nejsilnější bance v Československu, Živnostenské bance. Tohoto cíle se však kvůli nastupující hospodářské krizi nepodařilo dosáhnout.
V roce 1919 se stal profesorem a prvním rektorem nově založené Masarykovy univerzity v Brně, na jejímž založení se spolu s Františkem Weyrem a Aloisem Jiráskem podílel. Byl profesorem národního hospodářství tamní právnické fakulty a v letech 1921–1922 a 1925–1926 i jejím děkanem. Založil zde vlastní teleologickou národohospodářskou školu, zabývající se posuzováním účelovosti chování všech ekonomických subjektů. Jeho zásluhy ve vědním oboru národní hospodářství byly oceněny členstvím v České akademii věd a umění, mimořádným členem se stal 19. března 1927, řádným 9. dubna 1946. Od jejího vzniku v roce 1929 byl také členem Čs. statistické společnosti. Málo známé je, že se mu podařilo po Mnichovské dohodě (1. října 1938) inicioval převoz ostatků Karla Hynka Máchy z Litoměřic, které měly připadnout Německu, do Prahy.
V letech 1947–1948 byl rektorem Univerzity Karlovy. Po převratu v únoru 1948 abdikoval na všechny své univerzitní funkce a vynuceně se stáhl z veřejného života. V srpnu 1952 se musel na základě administrativní persekuce vystěhovat z Prahy, podařilo se mu však získat souhlas úřadů, aby se mohl vrátit do rodné Hrabyně. V posledních letech života byl terčem řady omezujících opatření v osobním životě, jeho dílo bylo komunistickou propagandou silně kritizováno a jeho spisy byly zakázány a vyřazeny z veřejných knihoven. Čelil vytrvalé šikaně komunistické totalitní moci, která spočívala zejména v neustálých domovních prohlídkách a také v tom, že mu byl několikrát drasticky snížen původně velmi vysoký důchod až na naprosté minimum. I v těchto těžkých podmínkách se dokázal věnovat své vědecké práci. Věnoval se především logice, národnímu hospodářství, polemikám dvou předchozích oborů a psaním vzpomínek. Většina toho zůstala jen v rukopisech a i po roce 1989 vyšlo jen pár titulů z této doby. Zemřel po letech strádání ve velmi skromných podmínkách pouze za podpory rodiny a nejbližších přátel.

### Rodinný život
5. června 1906 se v Praze oženil s Marií Grögrovou (1880–1953), dcerou berního inspektora z Uherského Brodu. Dne 21. dubna 1907 se jim narodila dcera Vlasta (1907–2001), provdaná za brněnského architekta Františka Plhoně, později dcera Věra (1908–1990) a syn Karel (1912–1991). Karel Engliš byl v době svatby a narození dětí koncipistou zemské statistické kanceláře. Manželství bylo v roce 1919 soudně rozvedeno od stolu a lože a 1921 rozloučeno. Podruhé se Karel Engliš oženil 12. června 1921 v Brně (civilní sňatek) s Valerií Sovovou (1884–1964).

## Myšlení
Vedle veřejné činnosti byla mimořádně významná i jeho práce teoretická. Postupně se stal nejvýznamnějším teoretikem meziválečného Československa. Oproti jiným ekonomickým teoretikům měl možnost si své vědecké závěry ověřit v praxi a potom je případně revidovat. Jako pedagog ovlivnil dvě generace českých ekonomů a byl zakladatelem tzv. brněnské ekonomické školy.
Svou vědeckou činnost začal ještě před první světovou válkou z oblasti sociální politiky. Působení na vysoké škole ho přivedlo k potřebě teoretického zvládnutí celého ekonomické vědy a vypracování koncepce hospodářského poznávání. Vycházel z teorie mezního užitku proti tehdy převládajícímu kauzálnímu výkladu hospodářské problematiky. Od vídeňské národohospodářské školy, jejímž byl (podobně jako Rašín pod vlivem A. Bráfa) přívržencem, se inspiroval metodou ekonomického poznávání, tzv. teleologickou teorii. Podle Karla Engliše je ekonomie věda o pořádku, kde se jednotlivci i celé národy snaží pečovat o udržení a zlepšení svého života. Pořádek v hospodářství vychází z účelového myšlení. Vrcholem jeho teoretické činnosti je Soustava národního hospodářství. V tomto rozsáhlém dvoudílném spise (dohromady má cca 1 700 stran) shrnul své ekonomické učení.
Ve svém teoretickém díle byl ovlivněn především novokantovstvím a inspiroval se normativní teorií Hanse Kelsena. Analyzoval teleologický způsob poznání a myšlení, neboť jednání člověka je vždy konáno za nějakým účelem. V jakékoli hospodářské soustavě se vždy všechny subjekty snaží dosáhnout zlepšení své existence, proto také v ekonomii odmítal prostou kauzalitu. Ovšem zatímco v individualistických (kapitalistických) soustavách rozhoduje o uspokojení svých potřeb každý sám, v solidaristických (socialistických) jde o péči jiného, cizího subjektu, který už proto nemůže mít tak dobrý přehled. V praxi nicméně vždy dochází ke vzniku soustav smíšených. Sám Engliš nebyl příznivcem řízeného hospodářství, jeho opodstatněnost viděl jen v případech přechodných kritických situací.
S Rašínem sice těsně spolupracoval, v řadě ohledů se však s ním výrazně rozcházel. Kritizoval jeho deflační politiku, úpornou snahu o zpevnění české měny i trvání na zlatém standardu. Měl k tomu dobré důvody: už mezi roky 1921 a 1923 se cenová hladina snížila o 43 %, ale export klesl o 53 % a nezaměstnanost vzrostla ze 72 na 207 tisíc osob. Deflační politiku sice parlament už roku 1925 odvolal, vedení Národní banky na ní však dále trvalo, i když za hospodářské krize cena zlata prudce vzrostla a s ní i kurz koruny. Mezi roky 1930 a 1933 se cenová hladina sice snížila o 19 %, export však klesl o 64 % a nezaměstnanost vzrostla ze 105 na 736 tisíc osob. Teprve roku 1934 mohl Engliš prosadit devalvaci koruny o 16 %, což však bylo málo.
Engliš byl svým založením perfekcionista zvládající složité verbální teoretické konstrukce. Charakteristické jsou pro něj obšírné polemiky s odpůrci, kde vyčerpávajícím způsobem rozebírá veškeré argumenty a protiargumenty. Jako přednášející obohacoval svá vystoupení hlubokými praktickými exkurzy. V roce 1991 mu byl prezidentem Václavem Havlem in memoriam udělen Řád Tomáše Garrigua Masaryka III. třídy za vynikající zásluhy o demokracii a lidská práva.

## Odkaz

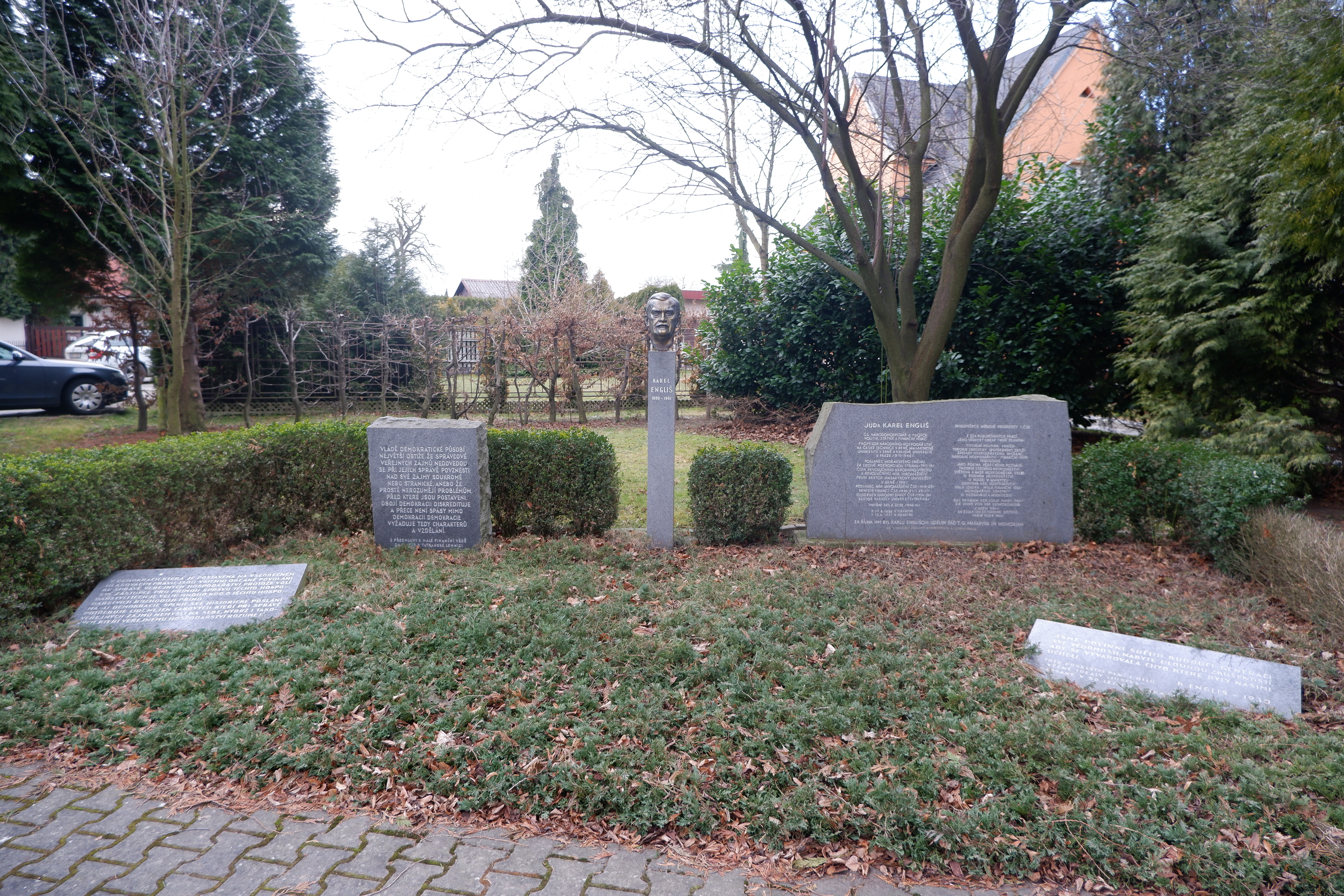
Památník Karla Engliše v rodné Hrabyni

V roce 1990 byla v Praze založena Společnost Karla Engliše a v roce 1994 byla zřízena Masarykovou univerzitou v Brně Cena Karla Engliše, která byla každoročně udělována významnému ekonomovi. Každý rok uděluje rektor Univerzity Karlovy Cenu prof. JUDr. Karla Engliše jako jeden z typů Cen rektora nejlepším absolventům společenskovědních oborů (PF, FF, FSV, FHS).
Po Karlu Englišovi je pojmenována ulice v Praze 5 na Smíchově a v Opavě. Dříve jeho jméno nesla soukromá brněnská Vysoká škola Karla Engliše. Odkaz Karla Engliše od roku 2020 rozvíjí Spolek přátel Karla Engliše, z. s., sdružující zástupce rodiny, akademické obce i široké veřejnosti. Spolek zahájil činnost 25. května 2020 u příležitosti 100. výročí prvního jmenování Karla Engliše do funkce ministra financí. V roce 2022 Česká národní banka vydala emisi pamětních bankovek s portrétem Karla Engliše o nominální hodnotě 100 Kč.

## Dílo
- Základy hospodářského myšlení. Brno : Barvič & Novotný, 1922. 132 s.
- Vybrané kapitoly z národního hospodářství. Praha : Státní nakladatelství, 1925. 200 s.
- Finanční věda : nástin theorie hospodářství veřejných svazků. Praha : Fr. Borový, 1929. 407 s.
- Teleologie jako forma vědeckého poznání. Praha: F. Topič, 1930. 162 s.
- Ekonomie a filosofie. Praha : Fr. Borový, 1931. 55 s.
- O nouzi v nadbytku. Praha : Fr. Borový, 1935. 104 s.
- Soustava národního hospodářství : [věda o pořádku, v kterém jednotlivci a národové pečují o udržení a zlepšení života]. Svazek I. Praha : Melantrich, 1938. 891 s.
- Soustava národního hospodářství : [věda o pořádku, v kterém jednotlivci a národové pečují o udržení a zlepšení života]. Svazek II. Praha : Melantrich, 1938. 724 s.
- Národní hospodářství pro účely nejvyšších stupňů středních škol. Praha : Orbis, 1940. 304 s.
- Hospodářské soustavy. Praha : Všehrd, 1946. 147 s.
- Malá logika : věda o myšlenkovém řádu. Praha : Melantrich, 1947. 511 s.
- Věčné ideály lidstva. Praha : Vyšehrad, 1992. 161 s. (Jedná se o text z pozůstalosti K. Engliše, dokončený 28. ledna 1956.)
- Hrabyň mého mládí. Opava : Matice slezská, 1999. 108 s. ISBN 80-238-3394-4. 2. pozm. vyd. Opava : Matice slezská, 2010. 107 s. ISBN 978-80-86887-15-9.